# Riley County
Riley County ist ein County im Bundesstaat Kansas der Vereinigten Staaten. Der Verwaltungssitz (County Seat) ist Manhattan. Das U.S. Census Bureau hat bei der Volkszählung 2020 eine Einwohnerzahl von 71.959 ermittelt.

## Geographie
Das County liegt im mittleren Nordosten von Kansas, ist im Norden etwa 45 km von Nebraska entfernt und hat eine Fläche von 1611 Quadratkilometern, wovon 32 Quadratkilometer Wasserfläche sind. Es grenzt im Uhrzeigersinn an folgende Countys: Marshall County, Pottawatomie County, Wabaunsee County, Geary County, Clay County und Washington County.

## Geschichte
Riley County wurde am 25. August 1855 gebildet und gehört zu den ersten 33 Countys, die von der ersten Territorial-Verwaltung gebildet wurden. Benannt wurde es nach dem Fort Riley. Am 30. Mai 1879 zog der Tornado Irving durch das County. Er erreichte die Stärke F4 auf der Fujita-Skala, was einer Windgeschwindigkeit von 333 bis 419 km/h entspricht, und hinterließ einen Pfad der Verwüstung von rund 700 m Breite und 160 km Länge. Dabei starben 18 Menschen und 60 wurden verletzt.
30 Bauwerke und Stätten des Countys sind im National Register of Historic Places eingetragen (Stand 30. August 2017).

## Demografische Daten
Nach der Volkszählung im Jahr 2000 lebten im Riley County 62.843 Menschen in 22.137 Haushalten und 12.263 Familien im Riley County. Die Bevölkerungsdichte betrug 40 Einwohner pro Quadratkilometer. Ethnisch betrachtet setzte sich die Bevölkerung zusammen aus 84,78 Prozent Weißen, 6,88 Prozent Afroamerikanern, 0,63 Prozent amerikanischen Ureinwohnern, 3,22 Prozent Asiaten, 0,17 Prozent Bewohnern aus dem pazifischen Inselraum und 1,89 Prozent aus anderen ethnischen Gruppen; 2,43 Prozent stammten von zwei oder mehr Ethnien ab. 4,57 Prozent der Bevölkerung waren spanischer oder lateinamerikanischer Abstammung.
Von den 22.137 Haushalten hatten 27,8 Prozent Kinder unter 18 Jahren, die mit ihnen gemeinsam lebten. 46,2 Prozent waren verheiratete, zusammenlebende Paare, 6,8 Prozent waren allein erziehende Mütter und 44,6 Prozent waren keine Familien. 27,5 Prozent aller Haushalte waren Singlehaushalte und in 6,1 Prozent lebten Menschen mit 65 Jahren oder darüber. Die Durchschnittshaushaltsgröße betrug 2,42 und die durchschnittliche Familiengröße betrug 2,99 Personen.
18,8 Prozent der Bevölkerung waren unter 18 Jahre alt. 34,5 Prozent zwischen 18 und 24 Jahre, 25,9 Prozent zwischen 25 und 44 Jahre, 13,3 Prozent zwischen 45 und 64 Jahre und 7,5 Prozent waren 65 Jahre alt oder älter. Das Durchschnittsalter betrug 24 Jahre. Auf 100 weibliche Personen kamen 114,3 männliche Personen. Auf 100 erwachsene Frauen ab 18 Jahren kamen 115,4 Männer.
Das jährliche Durchschnittseinkommen eines Haushalts betrug 32.042 USD, das Durchschnittseinkommen einer Familie betrug 46.489 USD. Männer hatten ein Durchschnittseinkommen von 26.856 USD, Frauen 23.835 USD. Das Prokopfeinkommen betrug 16.349 USD. 8,5 Prozent der Familien und 20,6 Prozent der Bevölkerung lebten unterhalb der Armutsgrenze.

## Orte im County
- Bala
- Bluemont Hill
- Eureka Lake
- Fairmont
- Keats
- Lasita
- Leonardville
- Manhattan
- Ogden
- Randolph
- Riley
- Rocky Ford
- Sunset Park
- Walsburg
- Winkler
- Zeandale

Townships
- Ashland Township
- Bala Township
- Center Township
- Fancy Creek Township
- Grant Township
- Jackson Township
- Madison Township
- Manhattan Township
- May Day Township
- Ogden Township
- Sherman Township
- Swede Creek Township
- Wildcat Township
- Zeandale Township